# Taejo de Goguryeo

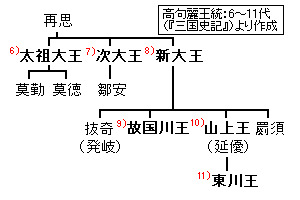
La genealogía de Goguryeo

El Rey Taejodae de Goguryeo o Rey Gukjo  (AD 47 – 165; r. 53 – 146; 93 años) fue el sexto gobernante de Goguryeo, uno de los Tres Reinos de Corea. Tiene otro nombre póstumo como rey Gukjo. El rey Taejo se coronó después del asesinato del rey Mobon. Su reino fue desarrollado masivamente en torno a los dominios y sistema central. Su reinado de 93 años se considera a como uno de los de más largo dominio del mundo, pero está en disputa.

## Biografía
Taejo fue bisnieto del segundo rey, Yuri, e hijo de Go Jaesa (재사, 再思) que conservaba su papel como el líder de la casa Go, una de las cinco facciones más fuertes en la corte de Goguryeo. Se dice que su madre era de Buyeo, otro proto-reino coreano más al norte. Originalmente, Goguryeo se dividió en cinco grandes facciones de nobles que dominaban cada barrio de la capital, lo que significa un débil poder real. El rey Taejo cambió la fuerza de las aristocracias, pasando al control directo bajo su gobierno, y asumiendo la autoridad más poderosa sobre los militares, la economía y la política.
Al principio, Goguryeo empezó por conquistar Okjeo en el año 56, que tenía fama de gran productor de pesca y grano. Como en el reinado faltaban los víveres, la sujeción del nuevo territorio jugó un papel crucial. Al noroeste, Taejo trató de bloquear los comercios entre la comandancia de Lelang y la China de Han, atacando la frontera china en 55, 105, 111, 118, 122 y 146. En 122, Taejo formó a la alianza con la confederación de Mahan en la región sureña de la peninsular coreana y una tribu nómada, los Yemaek a fin de tomar Liaodong, resultando la expansión masiva de Goguryeo.
Sobre la muerte del rey, hay muchas sospechas. Una de general credibilidad es que su hermano, Suseong (Chadae) pretendía la cartera de gobernador debido al reinado demasiado largo. El clásico, Samguk Yusa dice que el siguiente rey, Chadae asesinó a dos hijos de Taejo. Según Samguk Sagi y Samguk Yusa, Taejo murió en su edad de 118 años.